# Teatro universitario (edificio)

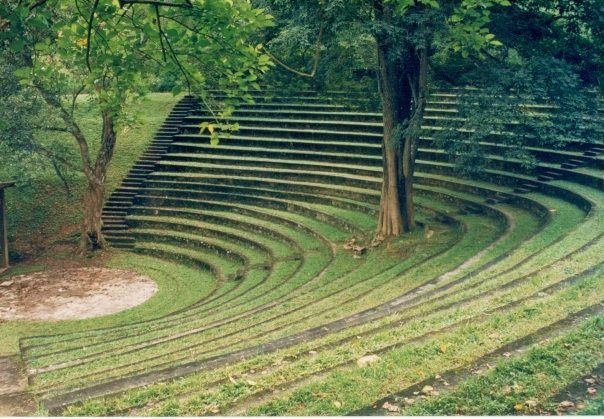
Teatro de Sarachchandra de la Universidad de Peradeniya, Sri Lanka.

Un teatro universitario es un edificio o espacio propiedad de una universidad cuya principal actividad es la exhibición de montajes teatrales.

## Historia y uso
En la planificación de los espacios de una universidad o en un campus universitario es posible que se bautice al teatro o sala escénica como teatro universitario, en especial si éste es la sede de una agrupación teatral universitaria o está ligado a una cátedra o aula de estudios escénicos. Algunos espacios teatrales con esta nomenclatura son: el Teatro Universitario de la Universidad de Colima (México), el Teatro Universitario de la Universidad de Costa Rica, o el Teatro Universitario de la Universidad de Antioquia (Colombia).

## Tipología
Si bien el teatro universitario puede ser también itinerante o de calle, lo habitual es que se dé en un espacio que acabe consolidando un punto de reunión conocido donde se sepa que allí con mayor o menor frecuencia, se realizan funciones teatrales y se lo conozca como teatro universitario.
Según su relación con su implantación pueden clasificarse en:

### Temporales

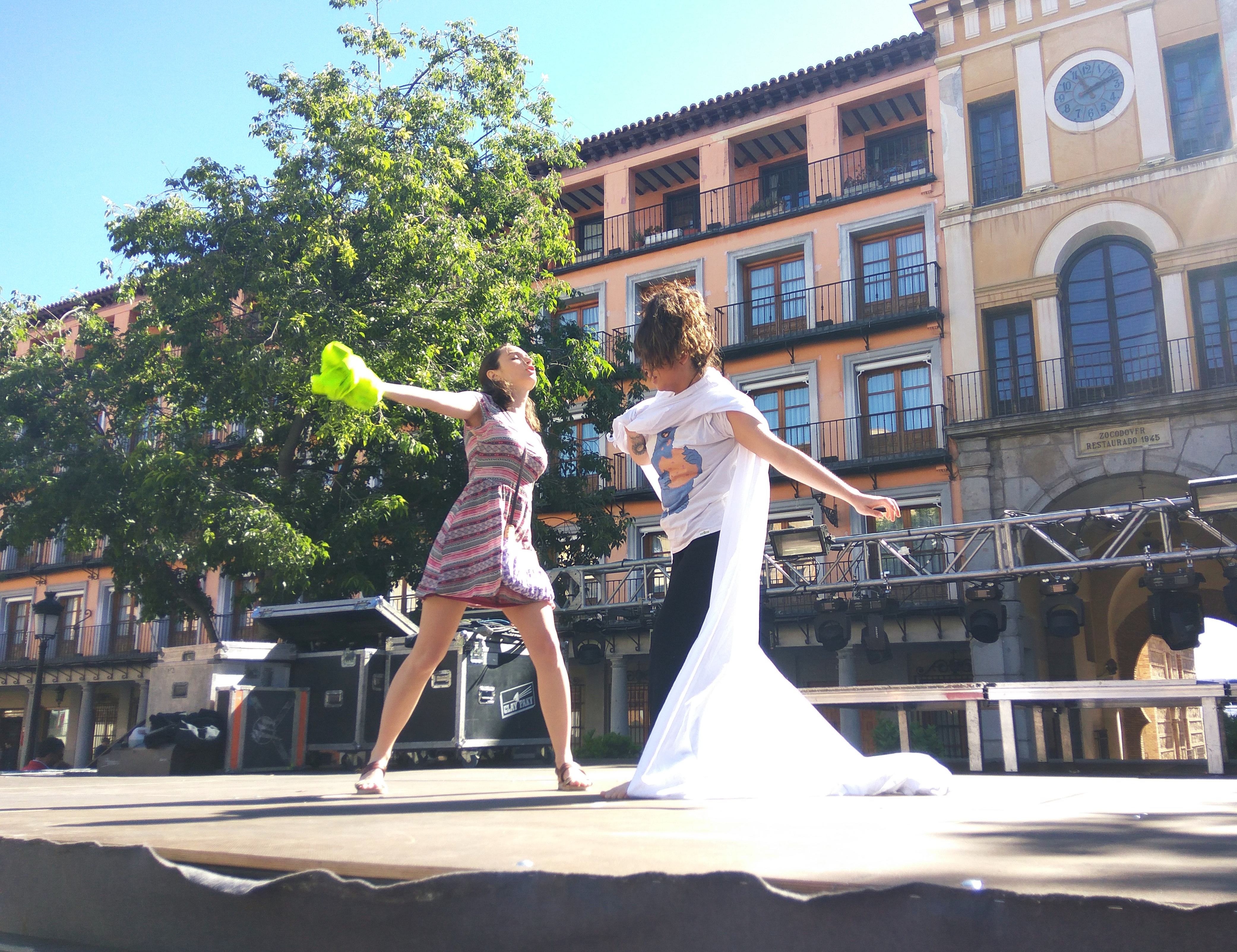
Entarimado en la plaza Zocodober, Toledo. IV Festival Nacional de Teatro Universitario, España.

- Entarimado en la plaza Zocodober, Toledo. IV Festival Nacional de Teatro Universitario, España.Teatrillos, barracas, carpas y entarimados: Normalmente para exterior, se puede recurrir a tarimas modulares para conformar el escenario, a paneles para crear la embocadura para teatro de títeres y, con el uso de carpas o enlonados independizar la actividad todavía más del exterior. Este tipo de estructuras se crean para eventos organizados como es el caso del Festival Cervantino de la UNAM, donde, además de usar dos salas (una a la italiana y otra como corral de comedias) enfrente se levanta un tablado para presentar representaciones de plaza, por ejemplo piezas de Lope de Rueda.
- Espacios singulares o no canónicos: Normalmente para interior, se aprovecha un espacio arquitectónico donde no se hacen actividades teatrales y, por lo tanto con déficits de equipo (luces, sonido) y espacio (visibilidad, aforo) pero que permiten experimentar o solventar el hecho de carecer de un teatro, o un salón de actos con un entarimado con suficiente profundidad o altura. Es el caso del espacio museístico del campus de la Ciudadela de la Universidad Pompeu Fabra[4] donde cada año se alquila material lumínico y sillas plegables, y se elige en qué área y cómo se conforma una puesta técnica acorde al tipo del montaje en específico a representar.

### Permanentes
- Teatros griegos: son aquellos con gradas concéntricas en pendiente  que carecen de techado enfrentadas a un escenario elevado.
- Edificios exentos: se trata aquellos teatros o salas escénicas que se les ha dado una relevancia tal que no están encabidos o adosados a ningún otro edificio.
- Edificios adosados: se apoyan en otros edificios por falta de espacio o por planificarse en una trama densa de edificios universitarios ya consolidada, pero manteniendo su independencia.
- Salas interiores: son aquellas salas teatrales o incluso grandes teatros que están encabidos en un edificio.

Por su morfología y características se también se pueden clasificar en:

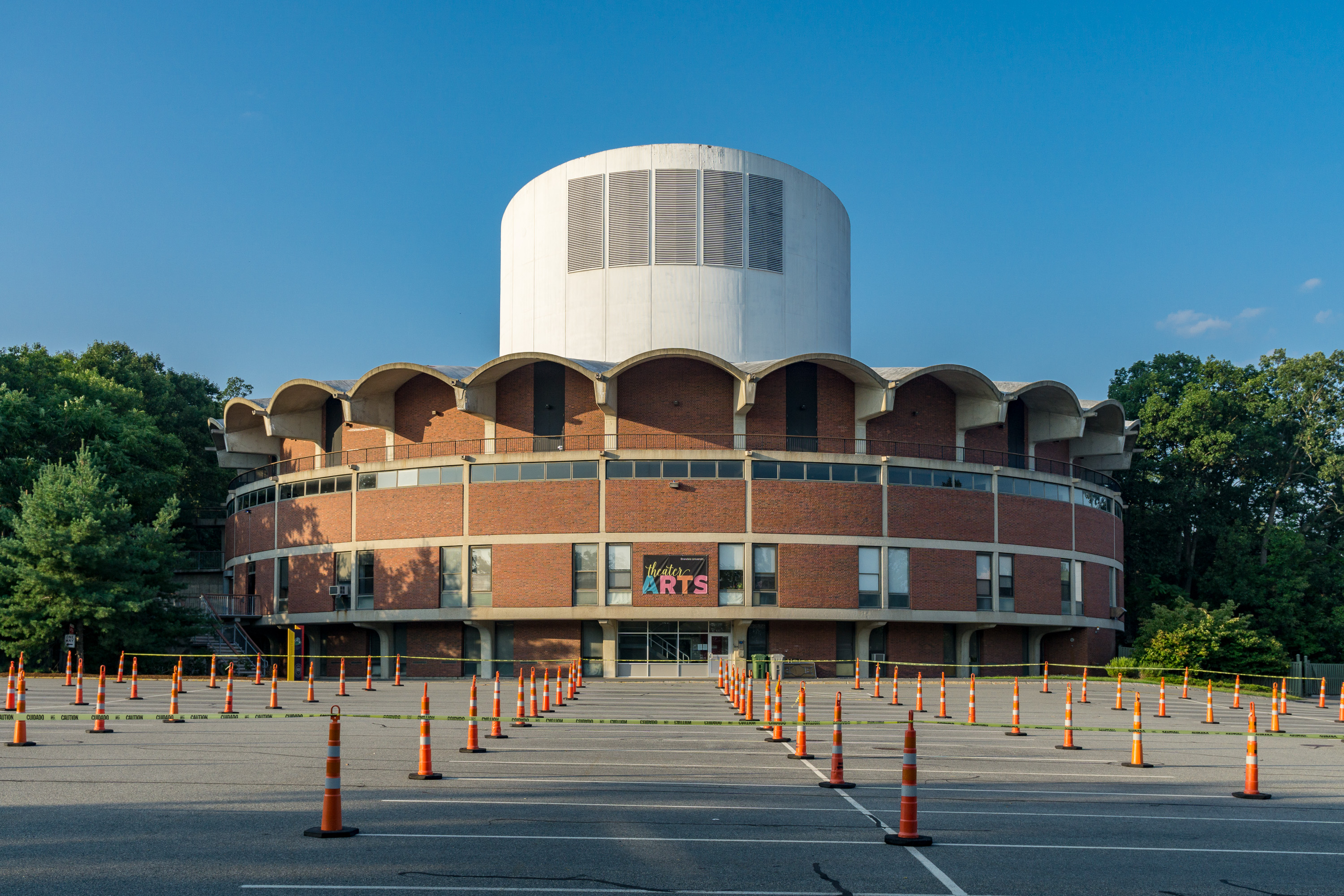
Teatro Spingold, Universidad Brandeis, Massachussetts.

### Espacios teatrales
- Teatros a la italiana: son aquellas estructuras con división de platea y anfiteatro enfentadas a un escenario elevado, quintas y, en algunos casos, con telón y caja escénica. Un ejemplo sería el teatro universitario Juan Ruiz de Alarcón, de la UNAM, en Ciudad de México.
- Teatros circulares: son aquellos con una estructura similar al teatro griego pero techados, o bien completamente circulares con el escenario en el centro a modo de circo, suelen por lo tanto carecer de caja escénica, embocadura ni quintas laterales.
- Salas escénicas: son aquellas salas donde no hay una embocadura y las gradas por lo general se pueden conformar en varias posiciones diferentes o quitarse completamente. Un ejemplo de sala escénica sería la sala Matilde Salvador que se encuentra en el edificio histórico de la Universidad de Valencia.[5]
- Salas polivalentes: se diferencian de las salas escénicas porque no es el teatro su principal o única función y, por lo tanto se pueden conformar para más usos como exposiciones, conciertos, actividades deportivas y ferias. Un ejemplo sería el aula museo, de la Facultad de Arquitectura de la UPM, sede de Caín Teatro.

### Espacios adaptados
- Claustros: Al igual que el origen de los corrales de comedias, es la propia arquitectura prexistente la que dio la oportunidad de acoger actividad teatral, normalmente con la mera adición de un entarimado. Lo habitual era que los primeros colegios y universidades se conformaran alrededor de un patio, éste tenía forma de plaza cuadrangular porticada con uno o varios pisos elevados, lo que permitía aumentar el número de aforo. La realización de funciones, conciertos o muestras de danza todavía se da en algunos claustros históricos, como el de la Nao, de Valencia[6] o el claustro del Colegio del Rey en Alcalá de Henares.[7]
- Salones de actos: son paraninfos, como el de la Universidad de Alicante[8] o el paraninfo original de la Complutense (que acogió las primeras representaciones de La Barraca)[9] pero también aulas magnas o salas de gran capacidad cuya principal función no es la teatral, pero que puntualmente acogen también obras de teatro. Se diferencian de las salas polivalentes en que los salones de actos tienen el espacio para el público completamente definido y las sillas están, por lo general ancladas, de manera que no se puede cambiar su configuración, normalmente frontal. Otra diferencia es que el entarimado en las salas polivalentes no tiene porqué ser fijo, incluso puede no existir. Por otro lado en el caso de salones adaptados en los que no se planificó recibir actividad teatral pueden presentar un entarimado con poca profundidad, o incluso con poca elevación que dificulte la visión de los actores por debajo de la rodilla, haciendo poco prácticas las escenas actuadas a ran de suelo (muertes, amoríos, etc.).
- Iglesias y capillas. Es habitual que algunos espacios de culto hayan perdido su función original y hayan sido reabsorvidos para actividad docente. Es el caso de la Sala La Galera, de Alcalá de Henares, sede del grupo de teatro universitario local.[10]
- Aulas de Teatro: suelen ser salas escénicas de muy reducido tamaño y equipo técnico básico que, aunque puedan servir para exhibir, su principal uso es dar clase, experimentar, confeccionar escenografía y vestuario o hacer ensayos. Un ejemplo de aula de teatro como espacio permanente son los espacios del Aula de la Universidad de Barcelona o los de la Universidad de Murcia.[11]

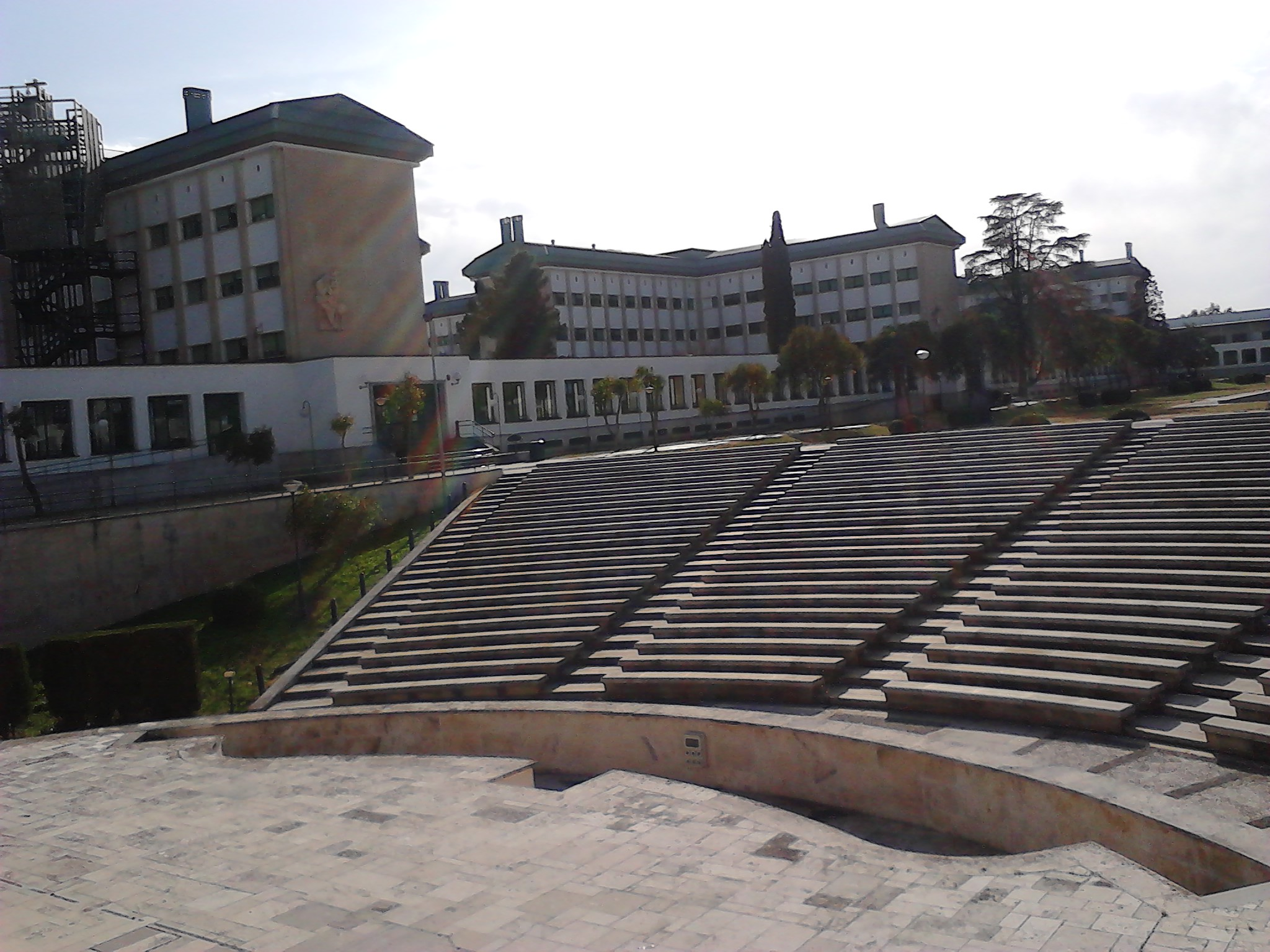
Teatro griego de la Universidad de Córdoba en el campus de Rabanales.
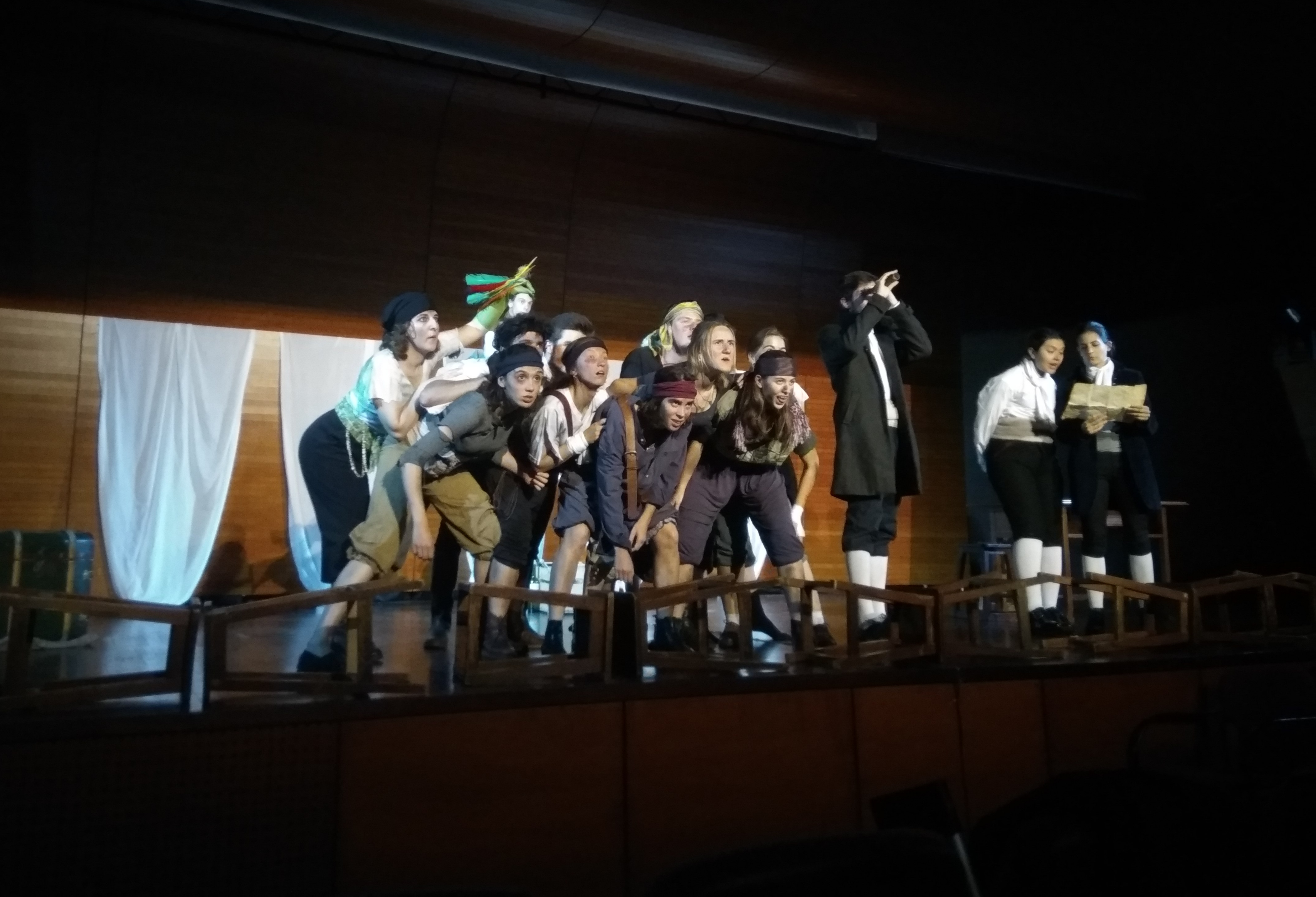
Cía. Utopia Teatre, de la ETSEIB (UPC). Ejemplo de salón de actos de una universidad habilitado para funciones teatrales.
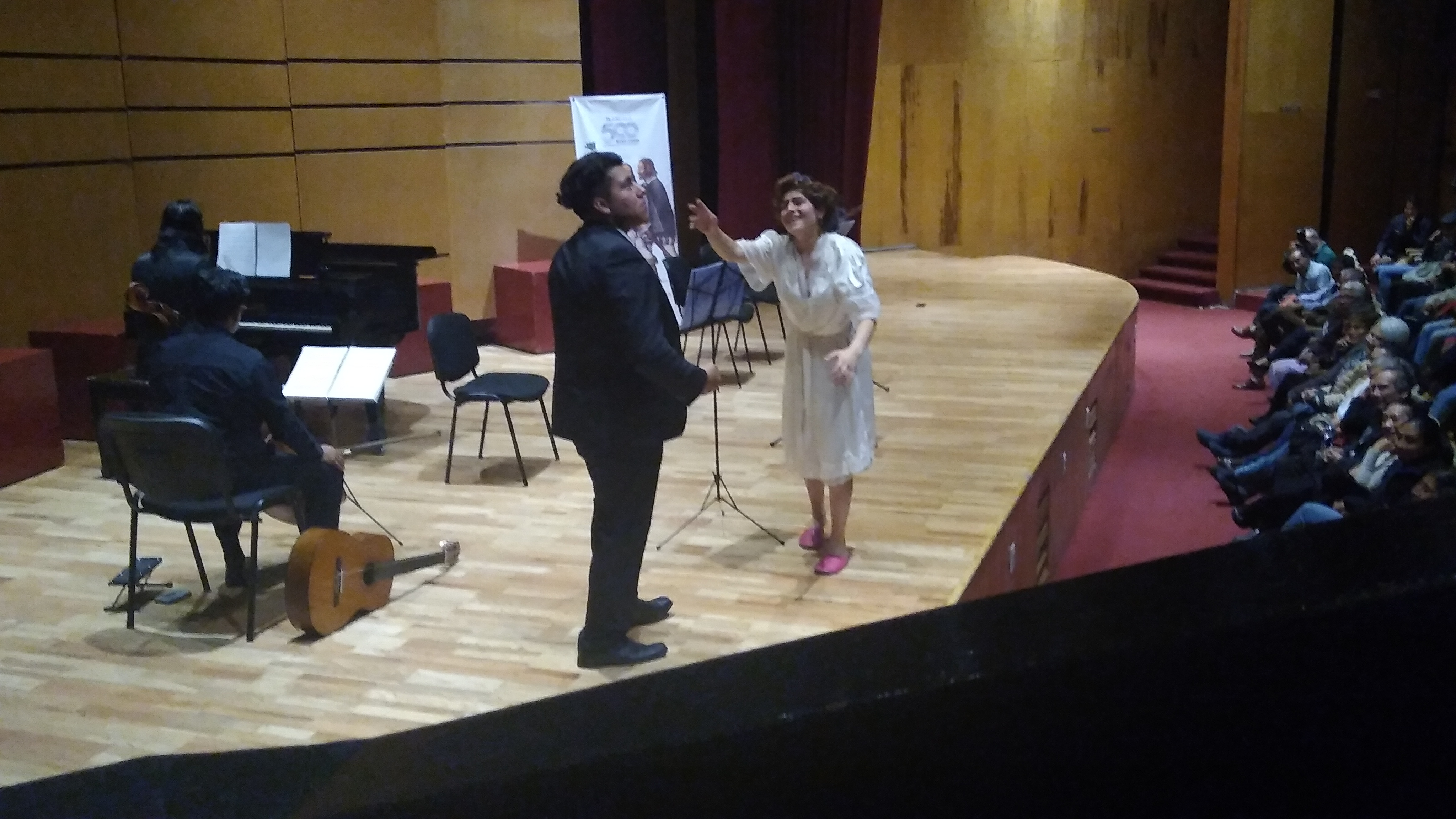
Ópera en náhuatl de Miguel N. Lira en el Teatro Universitario de la UATx, México. Teatro exento con escenario a la italiana.
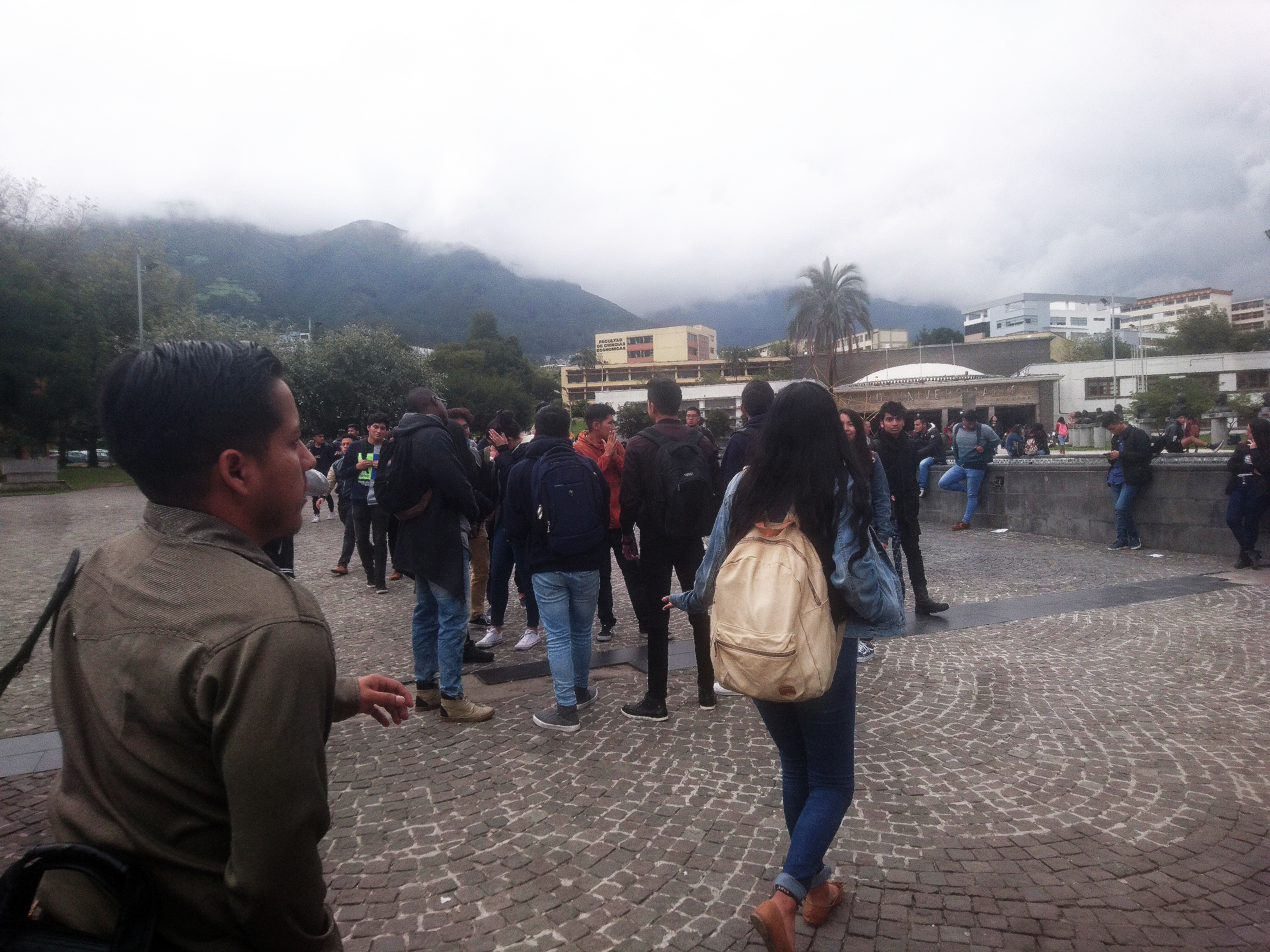
T.U. de la Universidad Central del Ecuador, en Quito. Teatro a la italiana adosado al Museo de la Universidad "MUCE".
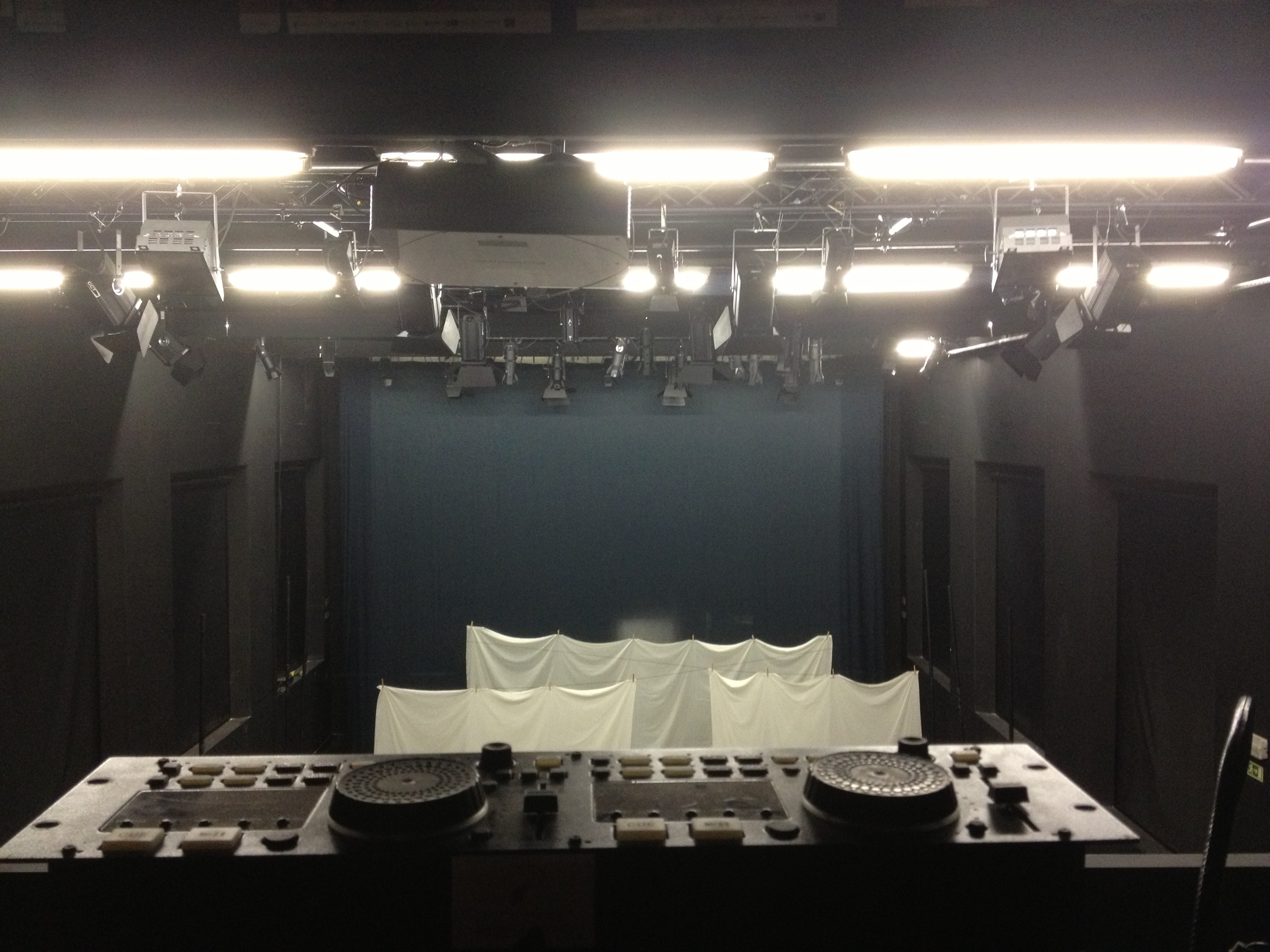
Teatro da Politécnica de Lisboa, sala escénica en edificio exento.
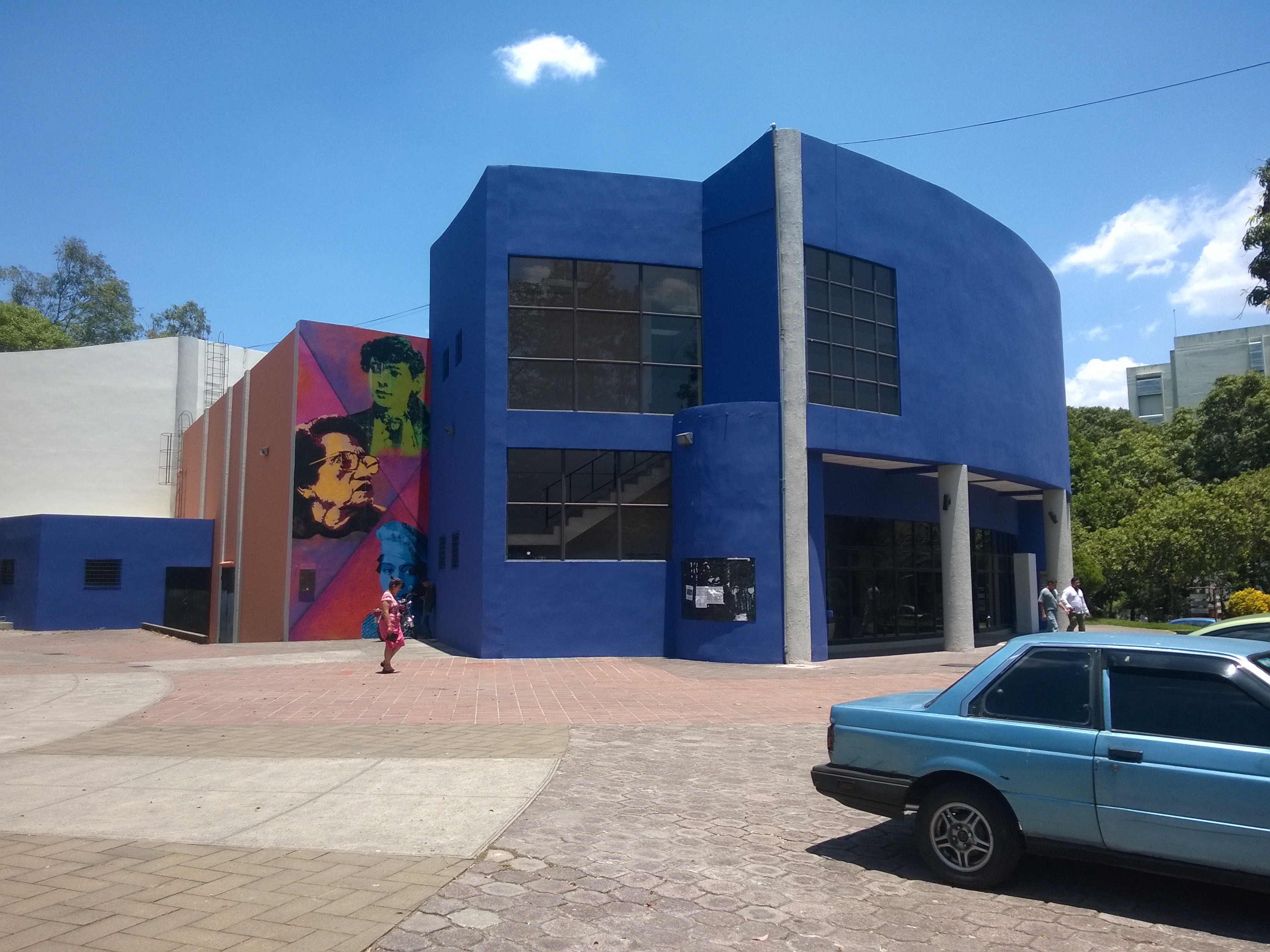
Teatro Universitario de la Universidad de El Salvador. Teatro a la italiana exento.
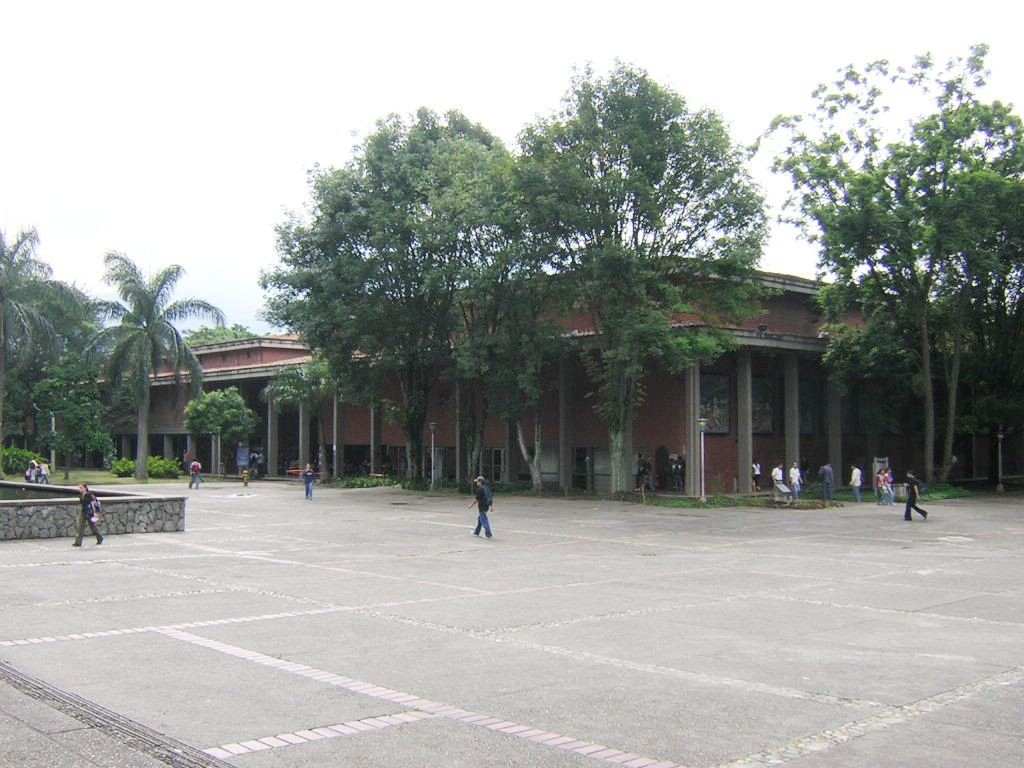
Teatro Universitario de la Universidad de Antioquia, Medellín, Colombia. Teatro a la italiana adosado a la Facultad de BBAA.
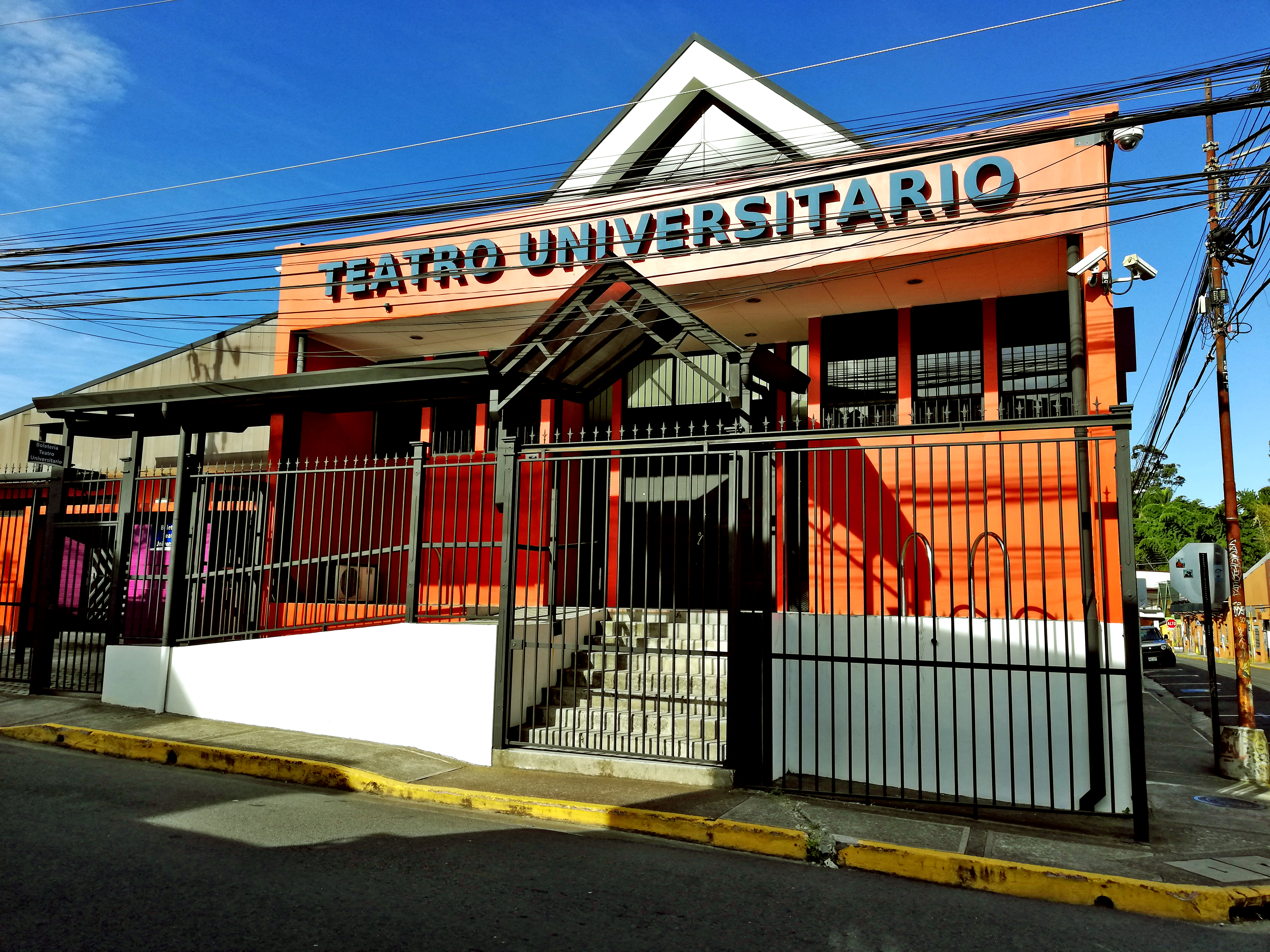
Teatro Universitario (TU), de la Universidad de Costa Rica. Ejemplo de edificio exento.
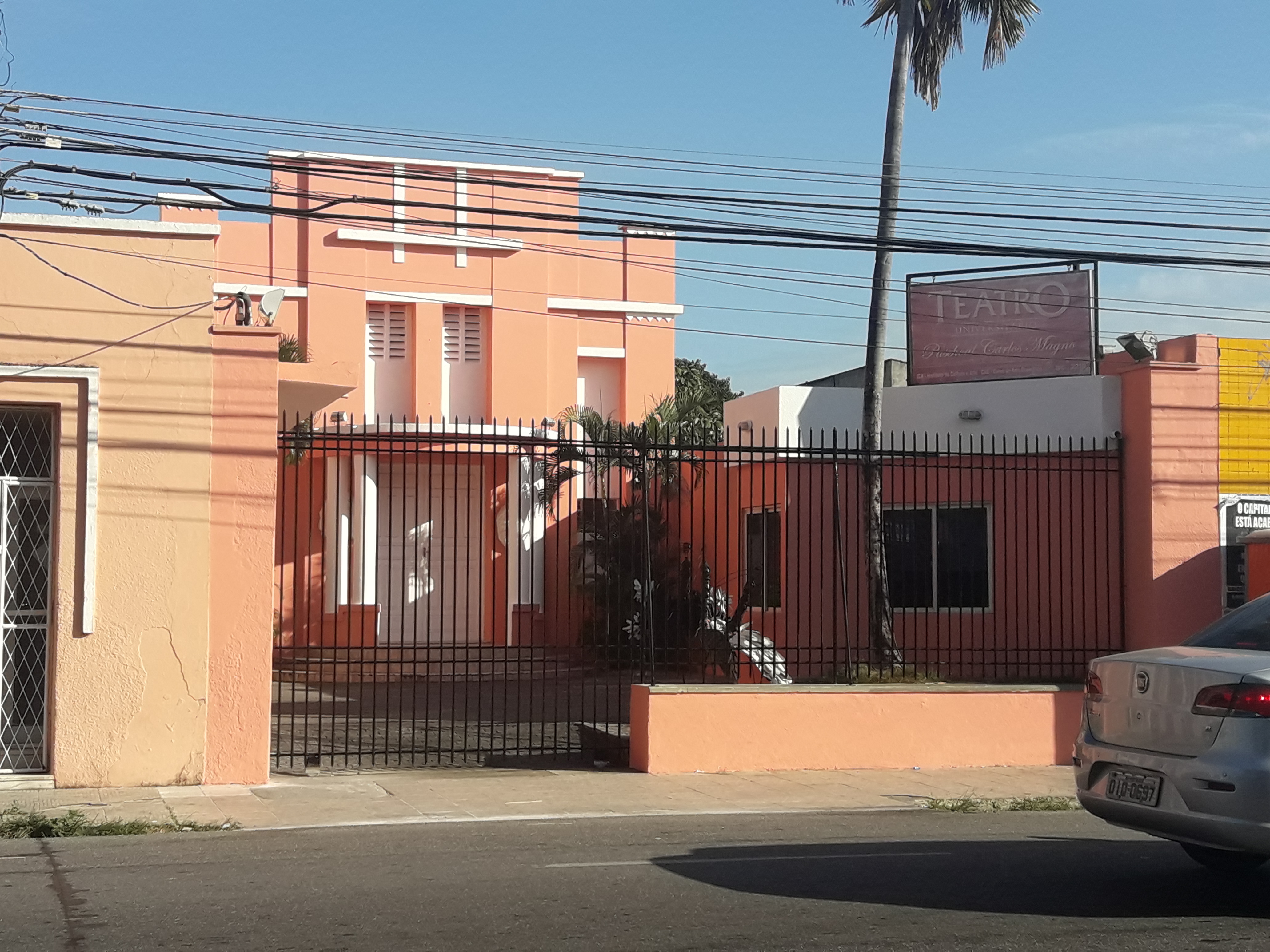
Teatro Universitário Paschoal Carlos Magno (TUPA), de Fortaleza, Brasil, con escenario a la italiana y 120 localidades de aforo.
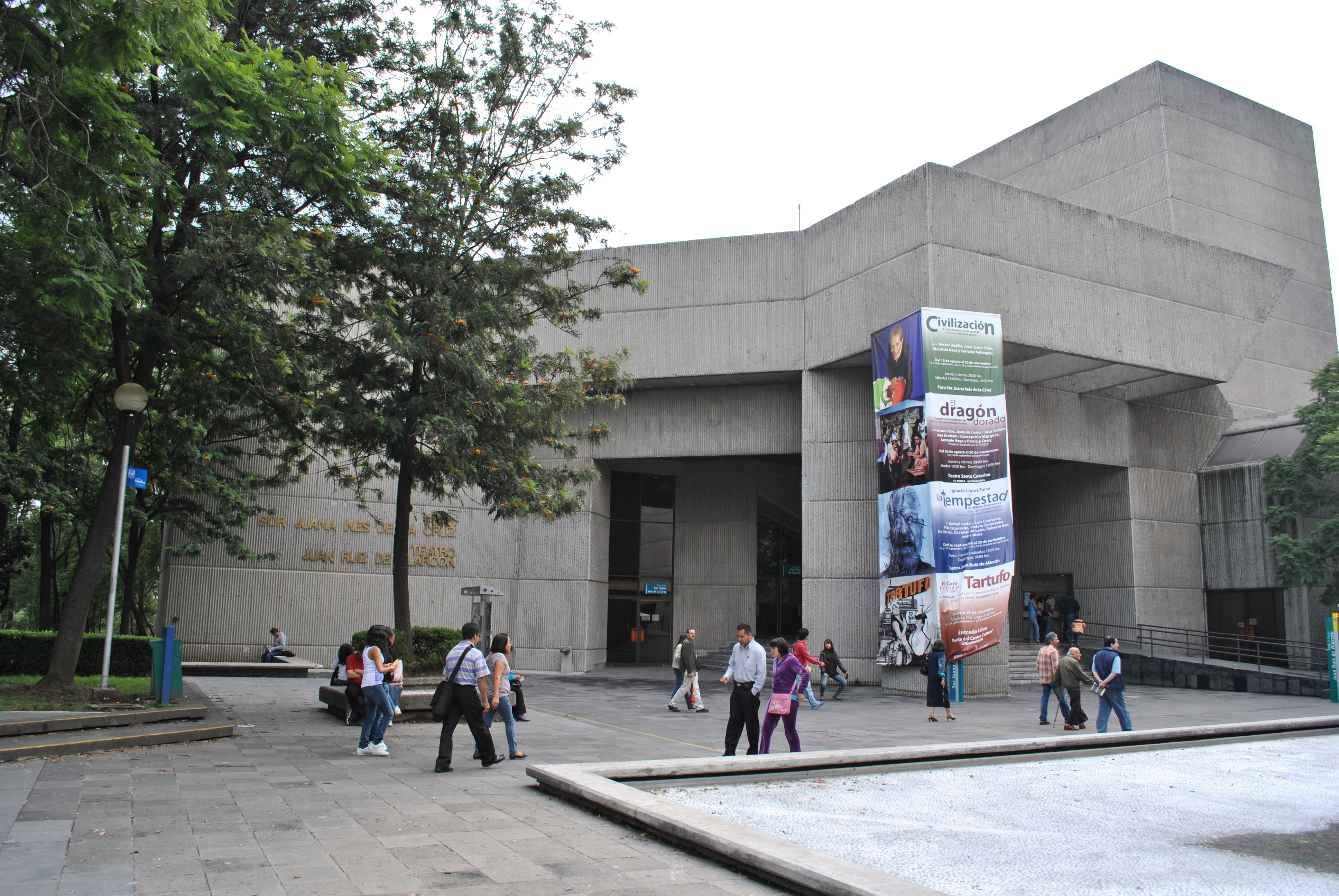
Teatro Juan Ruiz de Alarcón de la UNAM. Teatro a la italiana adosado a la sala escénica conocida como Foro sor Juana Inés de la Cruz.